# Fnok
Fnok eller pappus er den botaniske betegnelse for en hårkrans på frøene hos arter af kurvblomst-familien (Asteraceae). Fnokken består af børster, tænder eller skæl og kan i sjældne tilfælde danne en hindeagtig kant på frøet. Fnokken er en omdannelse af bægerbladene hos de enkelte blomster i blomsterhovedet. Hos visse arter som mælkebøtte eller gedeskæg er hårkransen hævet skærmagtigt til vejrs ved hjælp af en stilk.
Fnokken tjener hos flere arter til at plantens frø kan spredes med vinden.